# Angiolo Vannetti

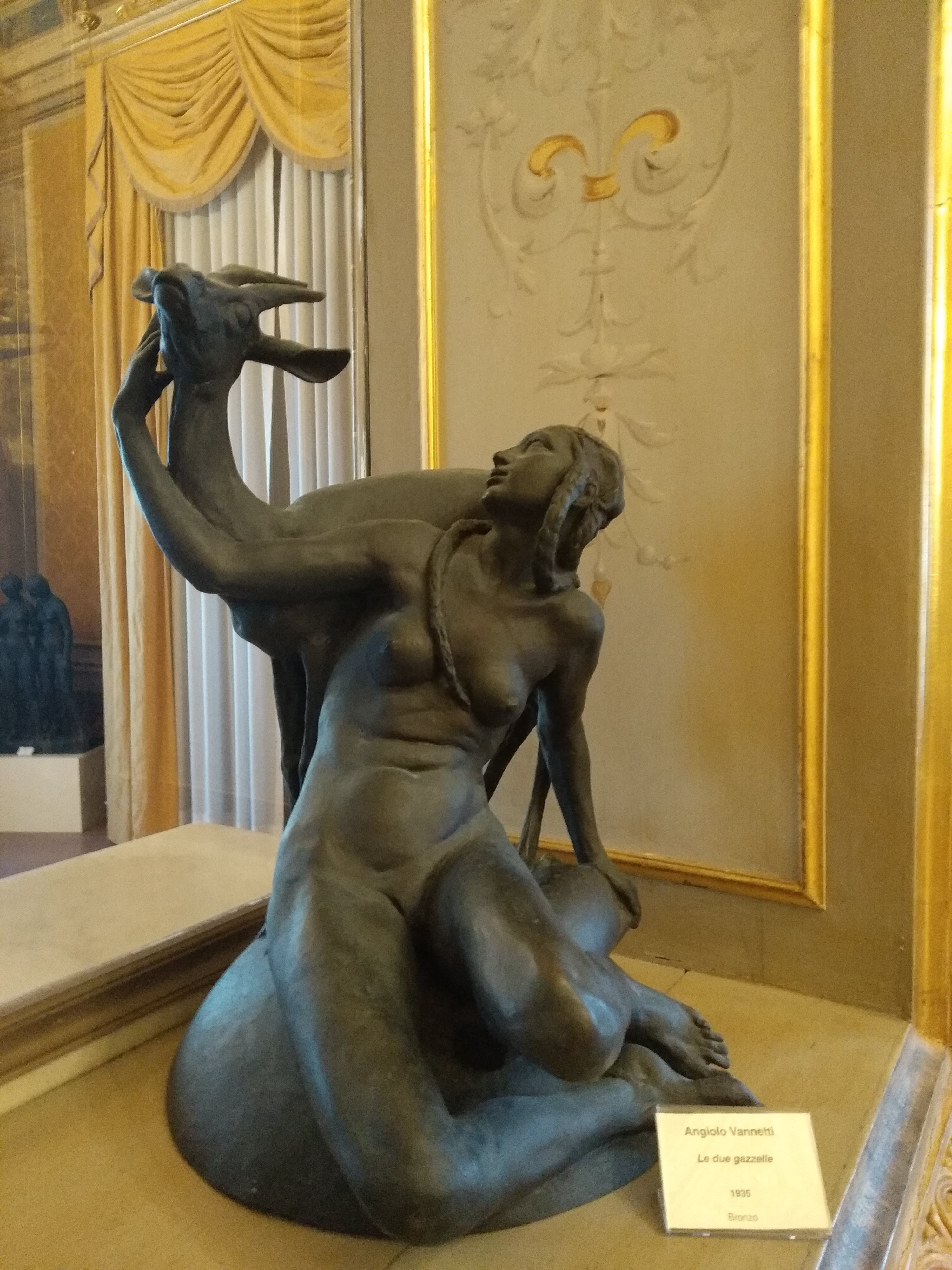
Le due gazzelle, modello in bronzo della fontana di Tripoli, custodito al Museo Civico Giovanni Fattori di Livorno.

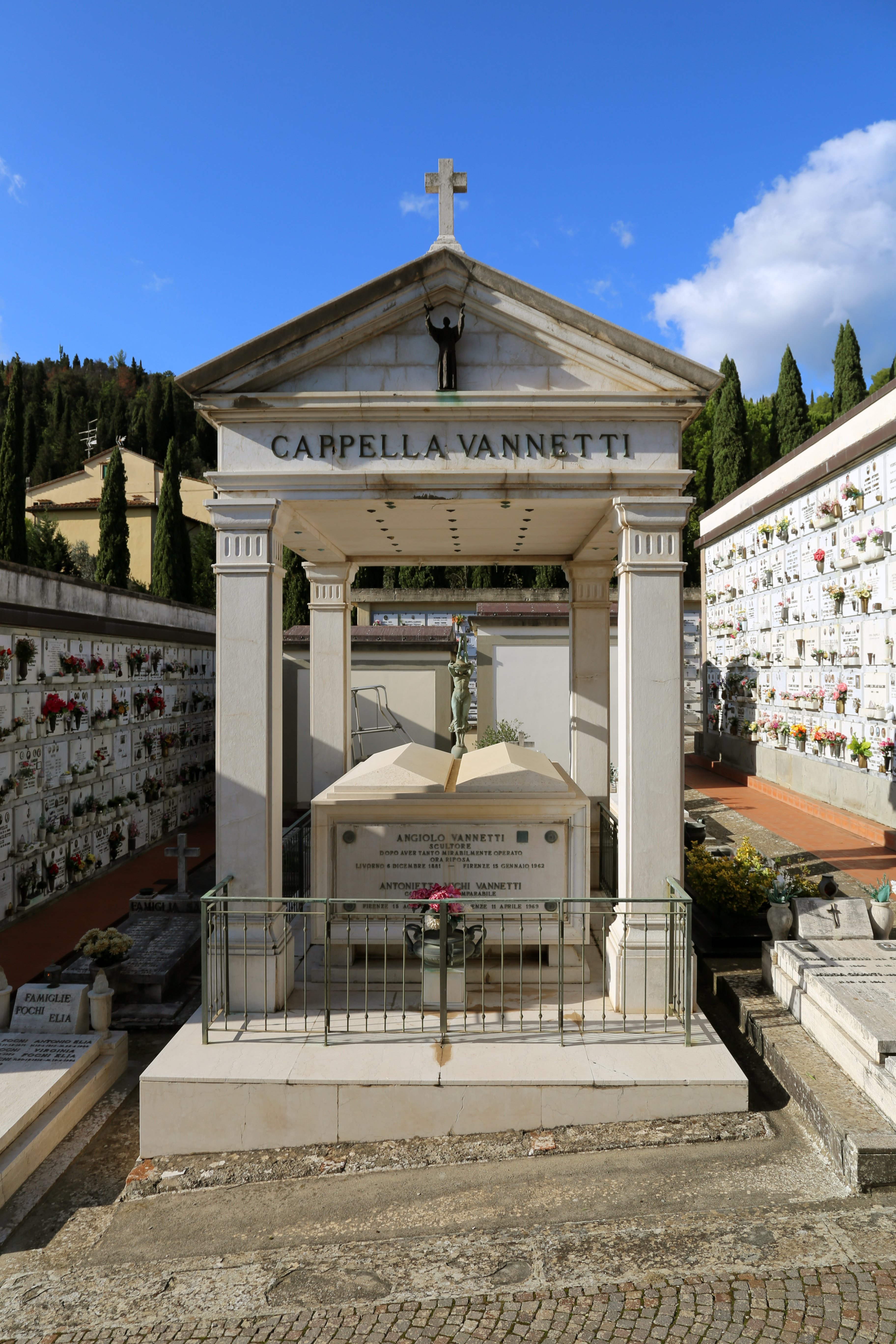
La tomba a Settignano

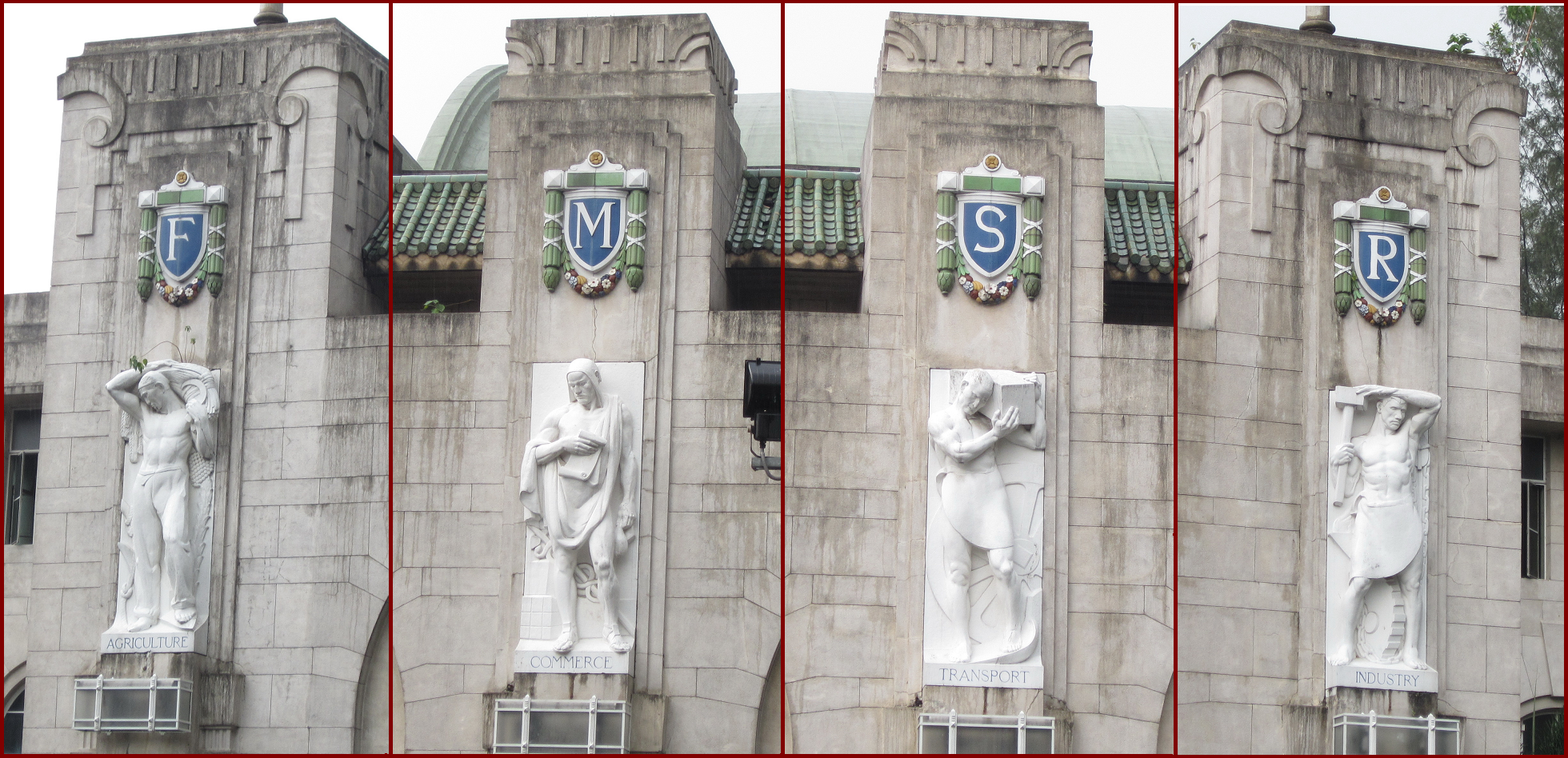
Quattro statue in marmo di Angiolo Vannetti alla stazione ferroviaria di Tanjong Pagar a Singapore

Angiolo Vannetti (Livorno, 6 dicembre 1881 – Firenze, 15 gennaio 1962) è stato uno scultore italiano.

## Biografia
Studiò all'Accademia di belle arti di Firenze diplomandosi nel 1900.  Iniziò subito ad esporre le sue opere scultoree in mostre nazionali e internazionali: Milano, Bruxelles, Parigi, Gand. Fu ufficiale durante la prima guerra mondiale. Riprese la sua attività artistica dopo essere tornato dalla prigionia in Ungheria.
Durante gli anni '20 lavorò in Asia (Cina, Giappone, Vietnam, Singapore)
Entro il 1925 realizzò il monumento al presidente Alfredo Zayas a L'Avana (Cuba): un monumento di 18 metri formato da una statua di 2,5 metri posta su una piattaforma di marmo di Carrara e una colonna di botticino, che fu smantellato dopo la rivoluzione.
Nel 1931 venne nominato membro onorario dell'Accademia delle arti del disegno.
Fu artefice di varie opere in Libia durante il periodo coloniale italiano. Tra esse la statua bronzea della fontana della Gazzella nella città di Tripoli, realizzata nel 1932 e sparita nella notte tra il 2 e il 3 novembre 2014 e due rilievi marmorei della fontana dedicata a Garibaldi nel Villaggio colono "Garibaldi" (attualmente Dafnia vicino a Misurata, in Tripolitania) realizzata nel 1939 e inaugurata nel marzo 1940.
Nel 1947 fu nominato console onorario della Repubblica di Panama.
Nel 1955 fu inaugurata nella città di Panama la sua statua in onore del presidente statunitense Franklin Delano Roosevelt, successivamente distrutta nel 1987 dai seguaci del generale Manuel Noriega
Fu assiduo collaboratore dell'architetto Giovanni Michelazzi e lavorò anche in Sud America.
In Italia sue opere sono presenti in raccolte e musei (tra cui la Galleria d'Arte Moderna di Firenze e il Museo Casa Natale di Michelangelo Buonarroti a Caprese Michelangelo) nonché in piazze, giardini e palazzi (tra cui i monumenti ai caduti del 1926 a Dicomano e nel Parco delle Rimembranze di Firenze, la scultura in bronzo su una base in pietra serena I due cerbiatti del 1940 nel giardino dell'Orticoltura a Firenze, i tre medaglioni a bassorilievo in marmo della sala delle riunioni nella Casa del Mutilato di Firenze).
È sepolto nel cimitero di Settignano.